# Flerårig spanskpeppar
Flerårig spanskpeppar eller piri-piri (Capsicum frutescens) är en art inom familjen potatisväxter. Arten är känd för sina starkt smakande frukter varav några går under namnet tabasco.